# Коломпе
Коломпе  (на персидском языке: کلمپه) — иранская выпечка, которую пекут в городе Керман . Коломпе выглядит как пирог или печенье со смесью измельченных фиников, порошком кардамона и другими ароматизаторами. Основными ингредиентами являются финики, пшеничная мука, грецкие орехи и растительное масло . Для украшения коломпе часто используют фисташки или кунжутный порошок.

## История
Коломпе традиционно пекли женщины Кермана с использованием местных масел, фиников с финиковых пальм Кермана, персидских грецких орехов, местного кардамона, кунжута и местной пшеничной муки. Промышленно производимый коломпе стал одним из главных керманских сувениров . Изготавливается в различных вариантах с различными орехами.

## Варианты
Турецкий вариант этой выпечки, называемый kolumpe kurabiyesi, готовится из пшеничной муки, фиников, грецких орехов, миндаля, фисташек и растительного масла.